# Reichsstraße 339
Die Reichsstraße 339 (R 339) war bis 1945 eine Staatsstraße des Deutschen Reichs, die auf beim Anschluss Österreichs 1938 an das Deutsche Reich gekommenem Gebiet lag. Die Straße nahm ihren Anfang in Lambach  an der damaligen Reichsstraße 31 (nunmehr Wiener Straße B 1) und führte auf der Trasse der jetzigen Gmundener Straße B 144 über Gmunden und weiter auf der Salzkammergutstraße B 145 nach Bad Ischl, wo sie an der damaligen Reichsstraße 304 endete.
Ihre Gesamtlänge betrug rund 58 Kilometer.